# Ladislav Křeček
Ladislav Křeček (* 26. srpna 1950) je bývalý český profesionální rallye jezdec. Dlouhá léta závodil za tovární tým Škoda (i ve WRC) spolu se Svatoplukem Kvaizarem.

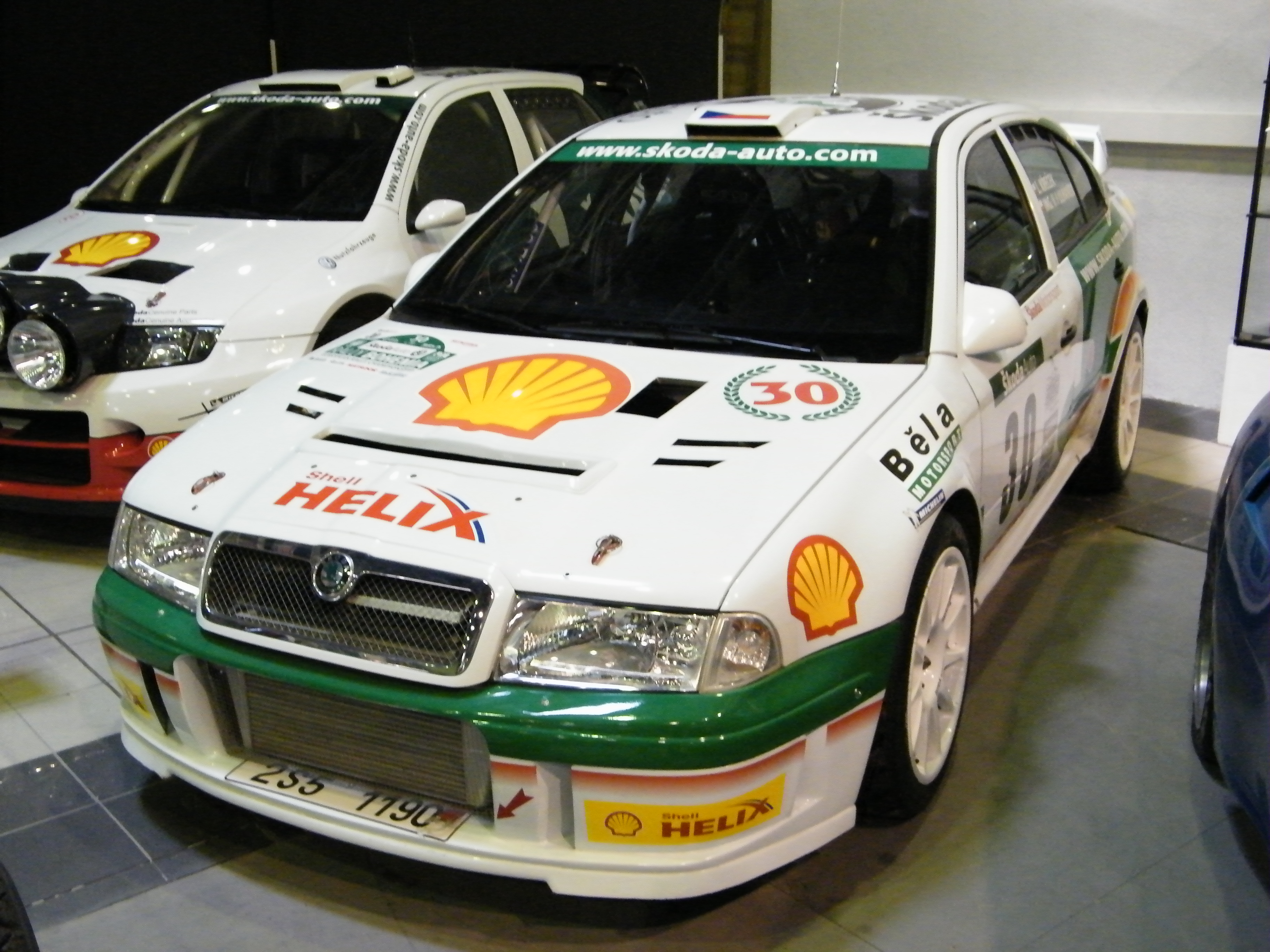
Tovární Škoda Octavia WRC Ladislava Křečka

## Kompletní výsledky ve WRC
| Rok  | Tým                       | Vůz                        | 1       | 2   | 3   | 4   | 5       | 6       | 7   | 8   | 9      | 10     | 11      | 12     | 13      | Umístění | Body |
| ---- | ------------------------- | -------------------------- | ------- | --- | --- | --- | ------- | ------- | --- | --- | ------ | ------ | ------- | ------ | ------- | -------- | ---- |
| 1982 | Škoda GB                  | Škoda 120 LS               | MON     | SWE | POR | KEN | FRA     | GRE     | NZL | BRA | FIN    | ITA    | CIV     | GBR 38 |         | NC       | 0    |
| 1983 | Škoda GB                  | Škoda 120 LS               | MON     | SWE | POR | KEN | FRA     | GRE     | NZL | ARG | FIN    | ITA    | CIV     | GBR 25 |         | –        | 0    |
| 1984 | Škoda GB                  | Škoda 120 LS               | MON     | SWE | POR | KEN | FRA     | GRE     | NZL | ARG | FIN    | ITA    | CIV     | GBR 25 |         | –        | 0    |
| 1985 | Škoda GB                  | Škoda 130 LR               | MON     | SWE | POR | KEN | FRA Ret | GRE 13  | NZL | ARG | FIN    | ITA    | CIV     |        |         |          | 0    |
| 1985 | Škoda GB                  | Škoda 130 L                |         |     |     |     |         |         |     |     |        |        |         | GBR 20 |         |          | 0    |
| 1986 | Škoda Team                | Škoda 130 LR               | MON     | SWE | POR | KEN | FRA     | GRC 12  | NZL | ARG | FIN 26 | ITA    |         |        |         | –        | 0    |
| 1986 | Škoda GB                  | Škoda 130 LR               |         |     |     |     |         |         |     |     |        |        | GBR 20  | USA    |         | –        | 0    |
| 1987 | AZNP Škoda Mladá Boleslav | Škoda 130 L                | MON Ret | SWE | POR | KEN | FRA     | GRC Ret | USA | NZL | ARG    | FIN 25 | CIV     | ITA 22 |         | NC       | 0    |
| 1987 | Škoda GB                  | Škoda 130 L                |         |     |     |     |         |         |     |     |        |        |         |        | GBR Ret | NC       | 0    |
| 1988 | Škoda Team                | Škoda 130 L                | MON     | SWE | POR | KEN | FRA Ret | GRC     | USA | NZL | ARG    | FIN    | CIV     | ITA    |         | NC       | 0    |
| 1988 | AZNP Škoda Mladá Boleslav | Škoda 130 L                |         |     |     |     |         |         |     |     |        |        |         |        | GBR 31  | NC       | 0    |
| 1989 | Škoda Team                | Škoda Favorit 136 L        | SWE     | MON | POR | KEN | FRA     | GRC     | NZL | ARG | FIN 36 | AUS    | ITA     | CIV    | GBR     | NC       | 0    |
| 1990 | Škoda Motorsport          | Škoda Favorit 136 L        | MON     | POR | KEN | FRA | GRE 18  | NZL     | ARG | FIN | AUS    | ITA 25 | CIV     | GBR    |         | NC       | 0    |
| 1993 | Ladislav Křeček           | Lancia Delta HF Intergrale | MON     | SWE | POR | KEN | FRA     | GRC     | ARG | NZL | FIN    | AUS    | ITA Ret | ESP    |         | NC       | 0    |

## Kompletní výsledky v MMČR Rallye
| Rok  | Tým                | Vůz                        | 1       | 2      | 3     | 4       | 5       | 6       | 7     | 8     | 9       | 10      | 11    | 12  | Umístění  | Body |
| ---- | ------------------ | -------------------------- | ------- | ------ | ----- | ------- | ------- | ------- | ----- | ----- | ------- | ------- | ----- | --- | --------- | ---- |
| 1994 | V.I.P. Motorsport  | Lancia Delta HF Intergrale | ŠUM Ret | ČEK 3  | MAG 2 | JEŠ Ret | BOH Ret | AGR     |       | OTA 2 | VAL 1   | PŘÍ 2   | HOR 1 |     | 2. místo  | 307b |
| 1994 | V.I.P. Motorsport  | Ford Escort RS Cosworth    |         |        |       |         |         |         | ZLI 4 |       |         |         |       |     | 2. místo  | 307b |
| 1995 | Benzina Mogul Team | Ford Escort RS Cosworth    | ŠUM 2   | MAG 2  | ÚSL 2 | ČEK 2   | VAL 2   | BOH 3   | AGR   | ZLI 6 | PŘÍ Ret | HOR     |       |     | 2. místo  | 425b |
| 1996 | Benzina Mogul Team | Ford Escort RS Cosworth    | ŠUM Ret | SEV    | ÚSL 1 | ČEK 1   | VAL 1   | BOH 1   | MAG 1 | AGR   | ZLI 2   | PŘÍ Ret | HOR 1 | 3ST | 1. místo  | 600b |
| 1997 | Benzina Mogul Team | Ford Escort RS Cosworth    | ŠUM 1   | SEV    | ÚSL   | ČEK 2   | MAG 2   | BOH Ret | ZLI 4 | AGR   | VAL 2   | PŘÍ 2   | HOR 3 | 3ST | 2. místo  | 546b |
| 1998 | Benzina Mogul Team | Ford Escort RS Cosworth    | ŠUM 5   | SEV 5  | ÚSL   | ČEK 3   | MAG 3   | BOH 1   | ZLI 2 | AGR   | VAL 2   | HOR     | PŘÍ   | 3ST | 1. místo  | 551b |
| 1999 | Benzina Mogul Team | Ford Escort RS Cosworth    | ŠUM 2   | LIB 1  | ÚSL   | ČEK 3   | MAG Ret | BOH 5   | ZLI 2 | AGR   | VAL Ret | HOR 1   | PŘÍ 4 |     | 1. místo  | 533b |
| 2000 | Benzina Mogul Team | Ford Escort RS Cosworth    | ŠUM 2   | LIB 5  | ČEK 3 | BOH 2   | ZLI 5   | PŘÍ 4   |       |       |         |         |       |     | 2. místo  | 281b |
| 2003 | Škoda Motorsport   | Škoda Octavia WRC          | ŠUM     | VAL    | ČEK   | BOH 10  | ZLI     | PŘÍ     | TŘE   |       |         |         |       |     | NC        | 6b   |
| 2004 | Okula-Kars         | Ford Escort RS Cosworth    | JÄN     | ŠUM 20 | TAV   | ČEK     | BOH 5   | ZLI     | PŘÍ   | TŘE   |         |         |       |     | 21. místo | 12b  |
| 2005 | Ladislav Křeček    | Mitsubishi Lancer Evo VI   | JÄN     | ŠUM    | TAT   | ČEK     | BOH Ret | ZLI     | PŘÍ   | TŘE   |         |         |       |     | NC        | 0    |
| 2007 | Ladislav Křeček    | Mitsubishi Lancer Evo VIII | JÄN     | ŠUM    | ČEK   | BOH Ret | HOR     | ZLI     | PŘÍ   |       |         |         |       |     | NC        | 0    |